# آناهیت خاندیلیان
آناهید گغامی خاندیلیان (ارمنی: Անահիտ Գեղամի Խանդիլյան؛ انگلیسی: Anahit Khandilyan؛ زادهٔ ۱۳ اکتبر ۱۹۵۰) قلب‌شناس اهل ارمنستان است.

## زندگی‌نامه
وی در ۱۳ اکتبر ۱۹۵۰ ‏ در ایروان به دنیا آمد و از دانشگاه پزشکی دولتی ایروان فارغ‌التحصیل گشت. 

## یادداشت
1. ↑  բժշկական գիտությունների դոկտոր